# Eleições legislativas de 2011 em Almada

## Resultados Oficiais
| Partido                 | Partido                               | Votos   | %               | +/-   |
| ----------------------- | ------------------------------------- | ------- | --------------- | ----- |
|                         | Partido Socialista                    | 24 833  | 27,94 / 100,00  | 7,63  |
|                         | Partido Social Democrata              | 24 433  | 27,49 / 100,00  | 8,92  |
|                         | Coligação Democrática Unitária        | 15 116  | 17,01 / 100,00  | 0,35  |
|                         | CDS – Partido Popular                 | 10 950  | 12,32 / 100,00  | 3,23  |
|                         | Bloco de Esquerda                     | 5 879   | 6,62 / 100,00   | 6,50  |
|                         | Partido pelos Animais e pela Natureza | 1 467   | 1,65 / 100,00   | Novo  |
|                         | PCTP/MRPP                             | 945     | 1,06 / 100,00   | 0,06  |
|                         | Outros                                | 1 775   | 2,00 / 100,00   |       |
| Votos Inválidos         | Votos Inválidos                       | 3 469   | 3,90 / 100,00   | 0,56  |
| Total                   | Total                                 | 88 867  | 100,00 / 100,00 |       |
| Eleitorado/Participação | Eleitorado/Participação               | 147 981 | 60,05 / 100,00  | 0,84  |
| Fonte                   | Fonte                                 | [ 1 ]   | [ 1 ]           | [ 1 ] |

## Resultados por Freguesia
Os resultados seguintes referem-se aos partidos que obtiveram mais de 1,00% dos votos:
| Freguesia            | %     | %     | %     | %     | %    | %    | %    | Votantes |
| Freguesia            | PS    | PSD   | CDU   | CDS   | BE   | PAN  | PCTP | Votantes |
| -------------------- | ----- | ----- | ----- | ----- | ---- | ---- | ---- | -------- |
| Almada               | 27,71 | 29,29 | 18,77 | 10,67 | 6,55 | 1,44 | 0,91 | 10 522   |
| Cacilhas             | 27,94 | 28,95 | 16,38 | 11,05 | 7,19 | 1,74 | 1,03 | 4 073    |
| Caparica             | 30,75 | 23,25 | 19,59 | 10,97 | 6,09 | 1,71 | 1,40 | 8 960    |
| Charneca de Caparica | 25,96 | 32,22 | 11,73 | 14,50 | 6,43 | 1,82 | 1,02 | 13 865   |
| Costa de Caparica    | 24,99 | 36,04 | 10,74 | 14,03 | 6,12 | 1,65 | 0,93 | 6 359    |
| Cova da Piedade      | 29,25 | 25,57 | 18,84 | 10,63 | 7,54 | 1,67 | 0,89 | 12 094   |
| Feijó                | 28,66 | 24,20 | 18,59 | 12,60 | 6,74 | 1,76 | 1,20 | 9 563    |
| Laranjeiro           | 30,77 | 23,20 | 19,43 | 11,96 | 6,18 | 1,51 | 1,20 | 10 110   |
| Pragal               | 24,58 | 28,77 | 17,57 | 13,66 | 6,83 | 1,69 | 0,97 | 3 910    |
| Sobreda              | 23,97 | 28,82 | 16,47 | 14,70 | 6,39 | 1,70 | 1,01 | 6 666    |
| Trafaria             | 32,31 | 19,34 | 22,04 | 10,13 | 7,10 | 1,17 | 1,20 | 2 745    |
| Almada               | 27,94 | 27,49 | 17,01 | 12,32 | 6,62 | 1,65 | 1,06 | 88 867   |

#### Almada
| Partido                 | Partido                               | Votos  | %               | +/-  |
| ----------------------- | ------------------------------------- | ------ | --------------- | ---- |
|                         | Partido Social Democrata              | 3 082  | 29,29 / 100,00  | 9,23 |
|                         | Partido Socialista                    | 2 916  | 27,71 / 100,00  | 7,73 |
|                         | Coligação Democrática Unitária        | 1 975  | 18,77 / 100,00  | 0,34 |
|                         | CDS – Partido Popular                 | 1 123  | 10,67 / 100,00  | 2,47 |
|                         | Bloco de Esquerda                     | 689    | 6,55 / 100,00   | 5,90 |
|                         | Partido pelos Animais e pela Natureza | 152    | 1,44 / 100,00   | Novo |
|                         | Outros                                | 242    | 2,30 / 100,00   |      |
| Votos Inválidos         | Votos Inválidos                       | 343    | 3,26 / 100,00   | 0,50 |
| Total                   | Total                                 | 10 522 | 100,00 / 100,00 |      |
| Eleitorado/Participação | Eleitorado/Participação               | 17 127 | 61,44 / 100,00  | 0,45 |

#### Cacilhas
| Partido                 | Partido                               | Votos | %               | +/-  |
| ----------------------- | ------------------------------------- | ----- | --------------- | ---- |
|                         | Partido Social Democrata              | 1 179 | 28,95 / 100,00  | 8,62 |
|                         | Partido Socialista                    | 1 138 | 27,94 / 100,00  | 7,99 |
|                         | Coligação Democrática Unitária        | 667   | 16,38 / 100,00  | 0,48 |
|                         | CDS – Partido Popular                 | 450   | 11,05 / 100,00  | 3,09 |
|                         | Bloco de Esquerda                     | 293   | 7,19 / 100,00   | 5,99 |
|                         | Partido pelos Animais e pela Natureza | 71    | 1,74 / 100,00   | Novo |
|                         | PCTP/MRPP                             | 42    | 1,03 / 100,00   | 0,15 |
|                         | Outros                                | 81    | 1,99 / 100,00   |      |
| Votos Inválidos         | Votos Inválidos                       | 152   | 3,74 / 100,00   | 0,86 |
| Total                   | Total                                 | 4 073 | 100,00 / 100,00 |      |
| Eleitorado/Participação | Eleitorado/Participação               | 6 581 | 61,89 / 100,00  | 1,08 |

#### Caparica
| Partido                 | Partido                               | Votos  | %               | +/-  |
| ----------------------- | ------------------------------------- | ------ | --------------- | ---- |
|                         | Partido Socialista                    | 2 755  | 30,75 / 100,00  | 6,17 |
|                         | Partido Social Democrata              | 2 083  | 23,25 / 100,00  | 9,26 |
|                         | Coligação Democrática Unitária        | 1 755  | 19,59 / 100,00  | 0,02 |
|                         | CDS – Partido Popular                 | 983    | 10,97 / 100,00  | 2,32 |
|                         | Bloco de Esquerda                     | 546    | 6,09 / 100,00   | 7,42 |
|                         | Partido pelos Animais e pela Natureza | 153    | 1,71 / 100,00   | Novo |
|                         | PCTP/MRPP                             | 125    | 1,40 / 100,00   | 0,09 |
|                         | Outros                                | 222    | 2,48 / 100,00   |      |
| Votos Inválidos         | Votos Inválidos                       | 338    | 3,78 / 100,00   | 0,24 |
| Total                   | Total                                 | 8 960  | 100,00 / 100,00 |      |
| Eleitorado/Participação | Eleitorado/Participação               | 16 678 | 53,72 / 100,00  | 1,19 |

#### Charneca de Caparica
| Partido                 | Partido                               | Votos  | %               | +/-   |
| ----------------------- | ------------------------------------- | ------ | --------------- | ----- |
|                         | Partido Social Democrata              | 4 467  | 32,22 / 100,00  | 10,20 |
|                         | Partido Socialista                    | 3 600  | 25,96 / 100,00  | 10,82 |
|                         | CDS – Partido Popular                 | 2 011  | 14,50 / 100,00  | 4,11  |
|                         | Coligação Democrática Unitária        | 1 626  | 11,73 / 100,00  | 0,65  |
|                         | Bloco de Esquerda                     | 892    | 6,43 / 100,00   | 5,74  |
|                         | Partido pelos Animais e pela Natureza | 252    | 1,82 / 100,00   | Novo  |
|                         | PCTP/MRPP                             | 141    | 1,02 / 100,00   | 0,04  |
|                         | Outros                                | 279    | 2,02 / 100,00   |       |
| Votos Inválidos         | Votos Inválidos                       | 597    | 4,30 / 100,00   | 0,75  |
| Total                   | Total                                 | 13 865 | 100,00 / 100,00 |       |
| Eleitorado/Participação | Eleitorado/Participação               | 21 528 | 64,40 / 100,00  | 0,60  |

#### Costa da Caparica
| Partido                 | Partido                               | Votos  | %               | +/-  |
| ----------------------- | ------------------------------------- | ------ | --------------- | ---- |
|                         | Partido Social Democrata              | 2 292  | 36,04 / 100,00  | 9,10 |
|                         | Partido Socialista                    | 1 589  | 24,99 / 100,00  | 7,67 |
|                         | CDS – Partido Popular                 | 892    | 14,03 / 100,00  | 2,80 |
|                         | Coligação Democrática Unitária        | 683    | 10,74 / 100,00  | 0,77 |
|                         | Bloco de Esquerda                     | 389    | 6,12 / 100,00   | 5,64 |
|                         | Partido pelos Animais e pela Natureza | 105    | 1,65 / 100,00   | Novo |
|                         | Outros                                | 185    | 2,91 / 100,00   |      |
| Votos Inválidos         | Votos Inválidos                       | 224    | 3,52 / 100,00   | 0,43 |
| Total                   | Total                                 | 6 359  | 100,00 / 100,00 |      |
| Eleitorado/Participação | Eleitorado/Participação               | 10 972 | 57,96 / 100,00  | 1,47 |

#### Cova da Piedade
| Partido                 | Partido                               | Votos  | %               | +/-  |
| ----------------------- | ------------------------------------- | ------ | --------------- | ---- |
|                         | Partido Socialista                    | 3 537  | 29,25 / 100,00  | 6,76 |
|                         | Partido Social Democrata              | 3 093  | 25,57 / 100,00  | 7,94 |
|                         | Coligação Democrática Unitária        | 2 278  | 18,84 / 100,00  | 0,20 |
|                         | CDS – Partido Popular                 | 1 285  | 10,63 / 100,00  | 2,89 |
|                         | Bloco de Esquerda                     | 912    | 7,54 / 100,00   | 6,68 |
|                         | Partido pelos Animais e pela Natureza | 202    | 1,67 / 100,00   | Novo |
|                         | Outros                                | 334    | 2,76 / 100,00   |      |
| Votos Inválidos         | Votos Inválidos                       | 453    | 3,75 / 100,00   | 0,68 |
| Total                   | Total                                 | 12 094 | 100,00 / 100,00 |      |
| Eleitorado/Participação | Eleitorado/Participação               | 19 252 | 62,82 / 100,00  | 0,69 |

#### Feijó
| Partido                 | Partido                               | Votos  | %               | +/-  |
| ----------------------- | ------------------------------------- | ------ | --------------- | ---- |
|                         | Partido Socialista                    | 2 741  | 28,66 / 100,00  | 6,81 |
|                         | Partido Social Democrata              | 2 314  | 24,20 / 100,00  | 8,38 |
|                         | Coligação Democrática Unitária        | 1 778  | 18,59 / 100,00  | 0,89 |
|                         | CDS – Partido Popular                 | 1 205  | 12,60 / 100,00  | 3,71 |
|                         | Bloco de Esquerda                     | 645    | 6,74 / 100,00   | 6,99 |
|                         | Partido pelos Animais e pela Natureza | 168    | 1,76 / 100,00   | Novo |
|                         | PCTP/MRPP                             | 115    | 1,20 / 100,00   | 0,13 |
|                         | Outros                                | 186    | 1,95 / 100,00   |      |
| Votos Inválidos         | Votos Inválidos                       | 411    | 4,30 / 100,00   | 0,71 |
| Total                   | Total                                 | 9 563  | 100,00 / 100,00 |      |
| Eleitorado/Participação | Eleitorado/Participação               | 15 232 | 62,78 / 100,00  | 1,20 |

#### Laranjeiro
| Partido                 | Partido                               | Votos  | %               | +/-  |
| ----------------------- | ------------------------------------- | ------ | --------------- | ---- |
|                         | Partido Socialista                    | 3 111  | 30,77 / 100,00  | 6,37 |
|                         | Partido Social Democrata              | 2 346  | 23,20 / 100,00  | 8,45 |
|                         | Coligação Democrática Unitária        | 1 964  | 19,43 / 100,00  | 0,15 |
|                         | CDS – Partido Popular                 | 1 209  | 11,96 / 100,00  | 2,70 |
|                         | Bloco de Esquerda                     | 625    | 6,18 / 100,00   | 6,84 |
|                         | Partido pelos Animais e pela Natureza | 153    | 1,51 / 100,00   | Novo |
|                         | PCTP/MRPP                             | 121    | 1,20 / 100,00   | 0,09 |
|                         | Outros                                | 198    | 1,96 / 100,00   |      |
| Votos Inválidos         | Votos Inválidos                       | 383    | 3,79 / 100,00   | 0,51 |
| Total                   | Total                                 | 10 110 | 100,00 / 100,00 |      |
| Eleitorado/Participação | Eleitorado/Participação               | 18 611 | 54,32 / 100,00  | 0,72 |

#### Pragal
| Partido                 | Partido                               | Votos | %               | +/-  |
| ----------------------- | ------------------------------------- | ----- | --------------- | ---- |
|                         | Partido Social Democrata              | 1 125 | 28,77 / 100,00  | 8,70 |
|                         | Partido Socialista                    | 961   | 24,58 / 100,00  | 8,55 |
|                         | Coligação Democrática Unitária        | 687   | 17,57 / 100,00  | 0,51 |
|                         | CDS – Partido Popular                 | 534   | 13,66 / 100,00  | 4,12 |
|                         | Bloco de Esquerda                     | 267   | 6,83 / 100,00   | 6,52 |
|                         | Partido pelos Animais e pela Natureza | 66    | 1,69 / 100,00   | Novo |
|                         | Outros                                | 100   | 2,56 / 100,00   |      |
| Votos Inválidos         | Votos Inválidos                       | 170   | 4,35 / 100,00   | 0,51 |
| Total                   | Total                                 | 3 910 | 100,00 / 100,00 |      |
| Eleitorado/Participação | Eleitorado/Participação               | 6 494 | 60,21 / 100,00  | 0,73 |

#### Sobreda
| Partido                 | Partido                               | Votos  | %               | +/-  |
| ----------------------- | ------------------------------------- | ------ | --------------- | ---- |
|                         | Partido Social Democrata              | 1 921  | 28,82 / 100,00  | 9,24 |
|                         | Partido Socialista                    | 1 598  | 23,97 / 100,00  | 8,34 |
|                         | Coligação Democrática Unitária        | 1 098  | 16,47 / 100,00  | 0,09 |
|                         | CDS – Partido Popular                 | 980    | 14,70 / 100,00  | 4,19 |
|                         | Bloco de Esquerda                     | 426    | 6,39 / 100,00   | 7,29 |
|                         | Partido pelos Animais e pela Natureza | 113    | 1,70 / 100,00   | Novo |
|                         | PCTP/MRPP                             | 67     | 1,01 / 100,00   | 0,24 |
|                         | Outros                                | 160    | 2,40 / 100,00   |      |
| Votos Inválidos         | Votos Inválidos                       | 303    | 4,55 / 100,00   | 0,41 |
| Total                   | Total                                 | 6 666  | 100,00 / 100,00 |      |
| Eleitorado/Participação | Eleitorado/Participação               | 10 543 | 63,23 / 100,00  | 1,61 |

#### Trafaria
| Partido                 | Partido                               | Votos | %               | +/-  |
| ----------------------- | ------------------------------------- | ----- | --------------- | ---- |
|                         | Partido Socialista                    | 887   | 32,31 / 100,00  | 3,48 |
|                         | Coligação Democrática Unitária        | 605   | 22,04 / 100,00  | 1,31 |
|                         | Partido Social Democrata              | 531   | 19,34 / 100,00  | 5,92 |
|                         | CDS – Partido Popular                 | 278   | 10,13 / 100,00  | 2,83 |
|                         | Bloco de Esquerda                     | 195   | 7,10 / 100,00   | 6,62 |
|                         | PCTP/MRPP                             | 33    | 1,20 / 100,00   | 0,12 |
|                         | Partido pelos Animais e pela Natureza | 32    | 1,17 / 100,00   | Novo |
|                         | Outros                                | 89    | 3,25 / 100,00   |      |
| Votos Inválidos         | Votos Inválidos                       | 95    | 3,46 / 100,00   | 0,28 |
| Total                   | Total                                 | 2 745 | 100,00 / 100,00 |      |
| Eleitorado/Participação | Eleitorado/Participação               | 4 963 | 55,31 / 100,00  | 2,37 |